# Tabatha Cash
Tabatha Cash (* 27. Dezember 1973 als Céline Barbe in Saint Denis) ist eine ehemalige französische Pornodarstellerin, die in der ersten Hälfte der 1990er-Jahre vor allem in Frankreich große Bekanntheit erlangte.

## Leben
Tabatha Cash wuchs in einer Pariser Vorstadt auf. Obwohl sie später behauptete, halb Japanerin, halb Italienerin zu sein, sind ihre Eltern tatsächlich französischer und nordafrikanischer Abstammung.
Während ihrer Jugend kam sie mit dem Gesetz in Konflikt und verbrachte einige Zeit im Gefängnis. Mit 17 suchte sie nach einem Weg, Geld zu verdienen und aus dem Banlieue zu entkommen, und begann wenig später als Model für Nacktfotos in diversen Zeitschriften zu posieren (u. a. in der französischen Zeitschrift Newlook) sowie in Pornofilmen mitzuspielen. Zu dieser Zeit war sie auch die Freundin von Serge Ayoub, dem in den 1980er-Jahren bekannt gewordenen Anführer einer rechtsradikalen französischen Skinhead-Gruppierung.
Im Jahr 1993 gewann sie den Pornopreis Hot d’Or als bestes neues europäisches Starlet, 1994 als beste europäische Darstellerin. In der französischen Zeitschrift Hot Vidéo, die über den Pornomarkt berichtet, wurde sie oft erwähnt und erschien sehr häufig auf den Titelblättern einschlägiger Erwachsenenmagazine. Sie arbeitete auch für die große Pornofirma Private, was ihre Bekanntheit in Europa und den USA zusätzlich steigerte. Auch in den USA und in Italien spielte sie in Pornofilmen mit. Insgesamt nahm sie an über 50 Hardcore-Filmen teil.
Auf dem Höhepunkt ihrer Popularität stieg sie Mitte der 1990er-Jahre aus dem Pornogeschäft aus. Danach war sie noch einige Zeit in der Öffentlichkeit präsent und moderierte Sendungen beim französischen Fernsehsender Canal+ und dem Radiosender Skyrock. 1995 spielte sie eine kleine Rolle im Kinofilm Raï.
Am 7. Januar 1995 heiratete sie den Gründer und Chefredakteur von Hot Vidéo, Franck Vardon. Die beiden haben zwei Kinder, einen Sohn und eine Tochter.

## Auszeichnungen
- Hot d’or: Meilleure Starlette Européenne / Best European New Starlet 1993
- Hot d’or: Meilleure Actrice Européenne / Best European Actress 1994